# Livre de chœur de Caius
 (mai 2017).
Le Livre de chœur de Caius est un livre de chœur enluminé datant du début du XVIe siècle et contenant beaucoup de musiques de compositeurs de la période Tudor. Apparu semble-t-il à Arundel dans le comté de Sussex, le livre a été créé vers la fin des années 1520. Edward Higgons, alors maître du Arundel College semble l'avoir offert à la collegiate chapel of Saint Stephen's à Westminster, où il est chanoine à partir de 1518. Le livre de chœur est de nos jours conservé au Gonville and Caius College à Cambridge.
Les deux principaux contributeurs au livre de chœur de Caius sont Robert Fayrfax et Nicholas Ludford. À eux deux ils ont composé au moins onze des quinze morceaux du livre. Les musiques de compositeurs plus âgés tels qu'Edmund Stourton et Walter Lambe se trouvent dans les livres de chœur de Lambeth et Eton mais pas dans celui de Caius. Parmi les autres compositeurs représentés dans ce dernier figurent William Cornysh, Edmund Turges et Henry Prentes. S'y trouve en plus une messe de William Pasche à partir du Christus resurgens, antienne de procession pour Pâques.